# 新潟いすゞ自動車
新潟いすゞ自動車株式会社（にいがたいすずじどうしゃ、略称 - 新潟いすゞ）は、新潟県新潟市中央区に本社を置く、いすゞ自動車を取り扱う自動車販売会社である。新潟運輸支局管轄区域を販売エリアとする正規ディーラーである。

## 沿革
- 1946年（昭和21年）
  - 7月 - 前身の株式会社羽越金剛商会を創立。
  - 11月 - いすゞ自動車の新潟・山形・秋田、3県の特約販売店として業務開始。
- 1951年（昭和26年）
  - 3月 - 秋田支店を分離、現在の秋田いすゞ自動車株式会社となる。
  - 8月 - 山形支店を分離し、現在の山形いすゞ自動車株式会社となる。
- 1952年（昭和27年）7月 - 新潟いすゞ自動車株式会社を設立。
- 1960年（昭和35年）7月 - 新陽いすゞモーター株式会社が設立、ヒルマン、エルフの販売権を譲渡。
- 2002年（平成14年）4月 - 新潟いすゞ下越販売株式会社を吸収合併。
- 2006年（平成18年）4月 - 新陽いすゞモーター株式会社を吸収併合、小型車販売権を譲受。

## 事業所所在地
- 本社 - 新潟市中央区美咲町
- 新潟支店 - 新潟市中央区美咲町
  - 新潟支店 東サービスセンター - 新潟市東区一日市字諏訪
  - 新潟支店 佐渡出張所 - 佐渡市上矢馳
- 長岡支店 - 長岡市下下条
- 上越支店 - 上越市新光町
- 六日町支店 - 南魚沼市四十日
- 新発田支店 - 新発田市曽根
- 三条支店 - 三条市大字猪子場新田字中谷内
- 新潟いすゞ中古車センター - 新潟市西区善久字川中
- 新潟支店 新潟工場 - 新潟市中央区美咲町
- 三条支店 サービス工場 - 三条市猪子場新田字中谷内
- 長岡支店 長岡工場 - 長岡市下下条
- 上越支店 上越工場 - 上越市新光町
- 六日町支店 六日町工場 - 南魚沼市四十日
- 新発田支店 新発田工場 - 新発田市曽根